# Derek Dorsett
Derek Dorsett (* 20. Dezember 1986 in Kindersley, Saskatchewan) ist ein ehemaliger kanadischer Eishockeyspieler und derzeitiger -trainer. Der rechte Flügelstürmer absolvierte über 500 Spiele für die Columbus Blue Jackets, New York Rangers und Vancouver Canucks in der National Hockey League, bevor er seine Karriere aus gesundheitlichen Gründen beendete.

## Karriere
Derek Dorsett begann seine Karriere als Eishockeyspieler bei den Medicine Hat Tigers, für die er von 2004 bis 2007 in der Western Hockey League aktiv war, und mit denen er in der Saison 2006/07 den Ed Chynoweth Cup als WHL-Meister gewann. In dieser Zeit wurde er im NHL Entry Draft 2006 in der siebten Runde als insgesamt 189. Spieler von den Columbus Blue Jackets ausgewählt. Nachdem der Flügelspieler in der Saison 2007/08 ausschließlich für deren Farmteam, Syracuse Crunch aus der American Hockey League, eingesetzt wurde, erzielte er im folgenden Jahr fünf Scorerpunkte in der regulären Saison für die Blue Jackets in der National Hockey League. Zudem stand er in drei Partien bei der ersten Playoff-Teilnahme der Blue Jackets überhaupt auf dem Eis.
Zur Trade Deadline am 3. April 2013 wurde er zu den New York Rangers transferiert. Nach einem Jahr in New York und dem Erreichen des Stanley-Cup-Finales gaben ihn die Rangers im Juni 2014 an die Vancouver Canucks ab und erhielten im Gegenzug ein Drittrunden-Wahlrecht für den NHL Entry Draft 2014.
Der Stürmer war dort in den folgenden beiden Spieljahren ein fester Bestandteil des NHL-Stammkaders und bestritt in diesem Zeitraum 150 von 164 möglichen Spielen. In der Saison 2016/17 absolvierte Dorsett nur 14 Spiele, da er einen Bandscheibenvorfall im Bereich der Halswirbelsäule operativ behandeln lassen musste. Zu Beginn der Spielzeit 2017/18 kehrte der Angreifer aufs Eis zurück, allerdings traten in der Folge erneut Beschwerden auf, sodass er seine aktive Karriere auf Anraten seiner Ärzte im November 2017 im Alter von 30 Jahren beendete. Insgesamt hatte er in zehn Spielzeiten 558 Spiele absolviert und dabei 129 Scorerpunkte sowie 1383 Strafminuten gesammelt. Zur Saison 2021/22 kehrte Dorsett in einer Anstellung als Trainer in die Organisation der Columbus Blue Jackets zurück.

## Erfolge und Auszeichnungen
- 2007 President’s-Cup-Gewinn mit den Medicine Hat Tigers

## Karrierestatistik
(Legende zur Spielerstatistik: Sp oder GP = absolvierte Spiele; T oder G = erzielte Tore; V oder A = erzielte Assists; Pkt oder Pts = erzielte Scorerpunkte; SM oder PIM = erhaltene Strafminuten; +/− = Plus/Minus-Bilanz; PP = erzielte Überzahltore; SH = erzielte Unterzahltore; GW = erzielte Siegtore; 1 Play-downs/Relegation; Kursiv: Statistik nicht vollständig)